# فمینیسم چاق

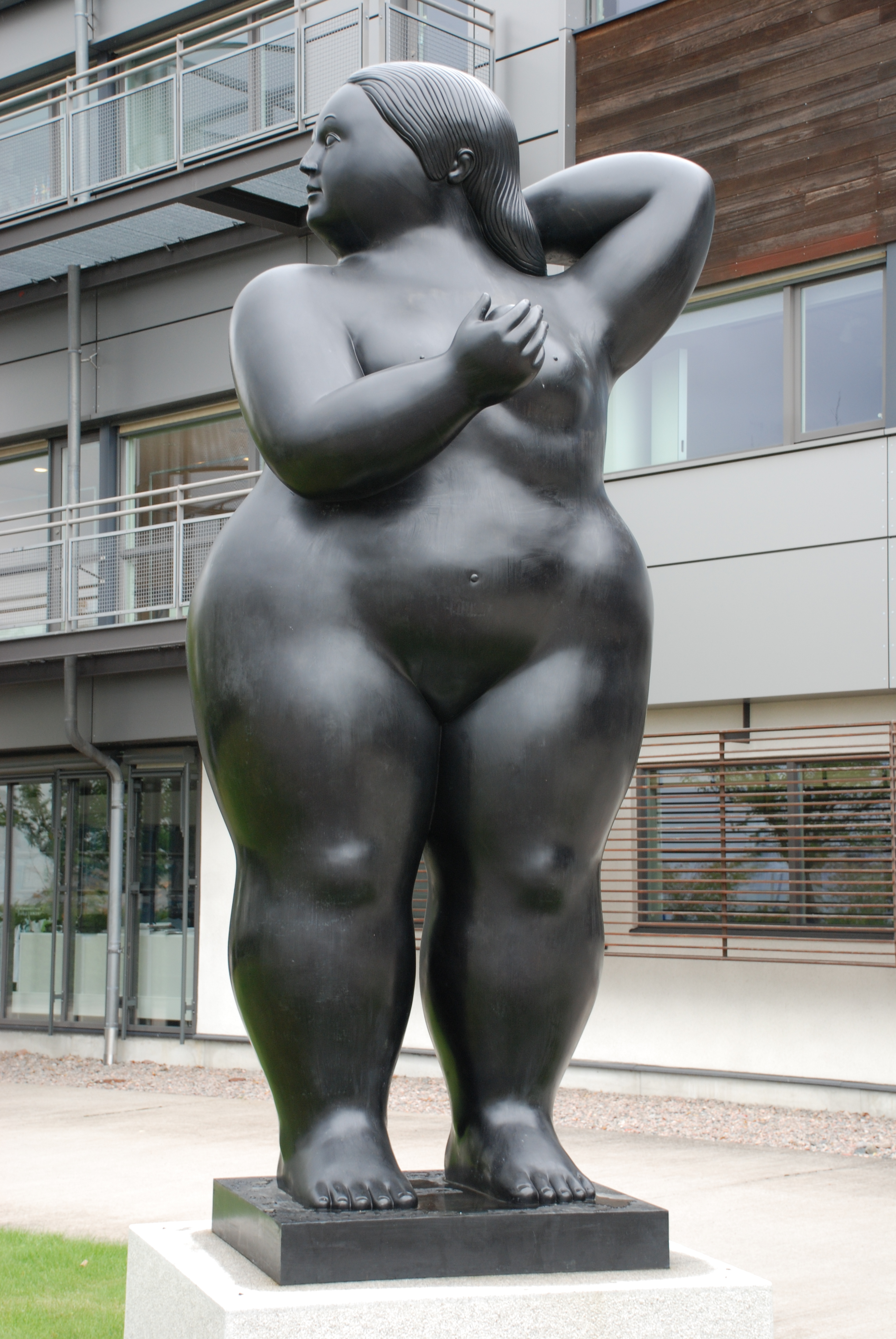
مجسمه فرناندو بوترو

فمینیسم چاق یا فت فمینیسم (به انگلیسی: Fat feminism)، که با «مثبت‌نگری به بدن» همراه است، یک جنبش اجتماعی است که مضامین فمینیستی برابری، عدالت اجتماعی، و تحلیل فرهنگی بر اساس وزن یک زن یا یک فرد کوئیر را در خود جای داده است. این شاخه از فمینیسمزن‌ستیزی و جنسیت‌گرایی را با انگ اجتماعی چاقی تلاقی می‌دهد. فمینیست‌های چاق از پذیرش «مثبت‌نگری به بدن» برای همه بدن‌ها، صرف‌نظر از وزن حمایت می‌کنند، و همچنین از سوگیری‌‌ای که افراد چاق به‌طور مستقیم یا غیرمستقیم تجربه می‌کنند، حمایت می‌کنند. فمینیسم چاق از جریان فمینیسم موج سوم سرچشمه گرفته است و با جنبش پذیرش چاقی همسو است. بخش قابل‌توجهی از مثبت‌نگری به بدن در موج سوم بر پذیرش و بازیابی زنانگی تمرکز داشت، مانند پوشش، آرایش و کفش پاشنه بلند. فمینیسم چاق غربی معاصر برای از بین بردن ساختارهای قدرت سرکوبگر که به‌طور نامتناسبی بر بدن‌های چاق، دگرباش، غیرسفیدپوست، ناتوان و سایر بدن‌های غیر هژمونیک تأثیر می‌گذارد، فعالیت می‌کند. فت فمینیسم طیف وسیعی از موضوعات مانند فرهنگ رژیم غذایی، چربی‌هراسی، بازنمایی در رسانه‌ها، توانمندی، و تبعیض شغلی را پوشش می‌دهد.